# William Maxwell
William Storrock Maxwell (Arbroath, 21 ottobre 1876 – Bristol, 14 luglio 1940) è stato un allenatore di calcio e calciatore scozzese, di ruolo attaccante.

## Carriera

### Giocatore
Ha giocato in varie squadre della massima serie scozzese e di quella inglese.

### Allenatore
Guidò la nazionale belga alle due Olimpiadi: 1920 e 1924; nella prima delle quali vinse l'oro olimpico.

## Statistiche

### Cronologia presenze e reti in nazionale
| Cronologia completa delle presenze e delle reti in nazionale ― Scozia | Cronologia completa delle presenze e delle reti in nazionale ― Scozia | Cronologia completa delle presenze e delle reti in nazionale ― Scozia | Cronologia completa delle presenze e delle reti in nazionale ― Scozia | Cronologia completa delle presenze e delle reti in nazionale ― Scozia | Cronologia completa delle presenze e delle reti in nazionale ― Scozia | Cronologia completa delle presenze e delle reti in nazionale ― Scozia | Cronologia completa delle presenze e delle reti in nazionale ― Scozia |
| Data                                                                  | Città                                                                 | In casa                                                               | Risultato                                                             | Ospiti                                                                | Competizione                                                          | Reti                                                                  | Note                                                                  |
| --------------------------------------------------------------------- | --------------------------------------------------------------------- | --------------------------------------------------------------------- | --------------------------------------------------------------------- | --------------------------------------------------------------------- | --------------------------------------------------------------------- | --------------------------------------------------------------------- | --------------------------------------------------------------------- |
| 2-4-1898                                                              | Glasgow                                                               | Scozia                                                                | 1 – 3                                                                 | Inghilterra                                                           | Torneo Interbritannico 1898                                           | -                                                                     |                                                                       |
| Totale                                                                |                                                                       | Presenze                                                              | 1                                                                     |                                                                       | Reti                                                                  | 0                                                                     |                                                                       |

## Palmarès

### Giocatore
- Forfarshire Cup: 1

Dundee: 1894-1895
- Glasgow Merchants Charity Cup: 1

Third Lanark: 1901
- London League: 1

Millwall: 1904

### Allenatore

#### Club
- Tweede klasse: 1

Cercle Bruges: 1937-1938

#### Nazionale
- Oro olimpico: 1

Belgio: Anversa 1920